# Ringo Rama
Ringo Rama — тринадцатый студийный альбом Ринго Старра, выпущенный 24 марта 2003 лейблом Koch Records.
Ringo Rama следующий студийный альбом Старра после альбома 1998 года Vertical Man, диск отображает продолжение сотрудничества Старра с музыкантом и продюсером Марком Хадсоном; также — традиционно для Старра — в записи приняло участие большое количество его друзей, известных музыкантов. Альбом также является первым альбомом Старра, изданным лейблом Koch Records, с которым Старр подписал контракт о сотрудничестве.
В работе над альбомом Старру помогали Вилли Нельсон, Чарли Хейден, Van Dyke Parks, Дэвид Гилмор (из Pink Floyd), Шон Колвин, Timothy B. Schmit и Эрик Клэптон. В память своего давнего друга Джорджа Харрисона, скончавшегося в конце 2001 года, до начала записи альбома, Старр написал песню «Never Without You», в которой Эрик Клэптон сыграл соло на гитаре.
Выпущенный в марте 2003 (а также в ноябре того же года в «специальном» издании) и получивший относительно неплохие отзывы критиков, альбом Ringo Rama не попал в чарт альбомов в Великобритании, но в чарте альбомов США достиг 113-го места.

## Список композиций
Авторство всех песен — Ричард Старки, Марк Хадсон, Steve Dudas, Dean Grakal; кроме указанных особо.
Ведущий вокал во всех песнях — Ринго Старр, кроме указанных особо
| №   | Название                            | Автор(ы)                             | Ведущий вокал              | Длительность |
| --- | ----------------------------------- | ------------------------------------ | -------------------------- | ------------ |
| 1.  | «Eye to Eye»                        |                                      |                            | 3:19         |
| 2.  | «Missouri Loves Company»            |                                      |                            | 3:33         |
| 3.  | «Instant Amnesia»                   |                                      |                            | 5:12         |
| 4.  | «Memphis in Your Mind»              | Старки/Хадсон/Gary Burr/Dudas/Grakal |                            | 3:13         |
| 5.  | «Never Without You»                 | Старки/Хадсон/Gary Nicholson         |                            | 5:24         |
| 6.  | «Imagine Me There»                  | Старки/Хадсон/Burr                   |                            | 3:55         |
| 7.  | «I Think Therefore I Rock and Roll» | Старки/Хадсон/Grakal/Paul Santo      |                            | 3:25         |
| 8.  | «Trippin' on My Own Tears»          | Старки/Хадсон/Burr/Grakal            | Шон Колвин                 | 3:31         |
| 9.  | «Write One for Me»                  | Старки/Хадсон/Burr                   | Ринго Старр, Вилли Нельсон | 3:14         |
| 10. | «What Love Wants to Be»             | Старки/Хадсон/Burr                   |                            | 3:03         |
| 11. | «Love First, Ask Questions Later»   | Старки/Хадсон/Burr/Grakal            |                            | 4:45         |
| 12. | «Elizabeth Reigns»                  | Старки/Хадсон/Burr/Dudas/Grakal      |                            | 3:57         |
| 13. | «English Garden»                    | Старки/Хадсон/Burr/Dudas/Grakal      |                            | 3:17         |

Примечание: «English Garden» включает «скрытый» трек (начинающийся с 2:18), озаглавленный «I Really Love Her» (Старки/Хадсон), полностью записанный только Старром.

### Бонус-треки в делюкс-издании
| №   | Название   | Автор(ы)                       | Длительность |
| --- | ---------- | ------------------------------ | ------------ |
| 14. | «Blink»    |                                | 2:52         |
| 15. | «OK Ray»   | Старки/Хадсон/Dudas/Hart/Foote | 3:02         |
| 16. | «I’m Home» | Старки/Хадсон/Dudas            | 3:23         |

### Дополнительный CD
Ringo Rama Radio Hour Interview — около 59 минут

### Дополнительный DVD
Ringo Rama Limited Edition DVD — около 70 минут

## Участники записи
- Ринго Старр — ведущий вокал, барабаны, перкуссия, клавишные, электрогитара, акустическая гитара, Megamouth
- Jack Blades — бэк-вокал
- Gary Burr — акустическая гитара, электрогитара, бас-гитара, бэк-вокал
- Эрик Клэптон — соло на гитаре в «Never Without You» и «Imagine Me There»
- Шон Колвин — ведущий вокал в «Trippin' on My Own Tears»
- Jim Cox — электроогран Wurlitzer, электроорган B3, фортепиано
- Cliff Downs — акустическая гитара
- Steve Dudas — электрогитара, бас-гитара
- Grant Geissman — добро
- Дэвид Гилмор — соло на гитаре в «Missouri Loves Company» и «I Think Therefore I Rock and Roll»
- Dean Grakal — акустическая гитара
- Gary S. Grant — труба, Piccolo Trumpet
- Чарли Хейден — Upright Bass on «Instant Amnesia» and «Imagine Me There»
- Nicole Renee Harris — бэк-вокал
- Dan Higgins — саксофоны, флейта, кларнет
- Марк Хадсон — акустическая гитара, электрогитара, бас-гитара, клавишные, бэк-вокал
- Sarah Hudson — бэк-вокал
- Jay Dee Maness — Pedal Steel
- Вилли Нельсон — ведущий вокал в «Write One for Me»
- Gary Nicholson — 12-струнная акустическая гитара
- John O’Shea — бэк-вокал
- Mark O’Shea — бэк-вокал
- Van Dyke Parks — аккордеон в «What Love Wants to Be», «Elizabeth Reigns», «English Garden»
- Herb Pederson — банджо
- Mickey Raphael — губная гармоника, Bass Harmonica
- Adam Ray — бэк-вокал
- Christina Rumbley — бэк-вокал
- Paul Santo — электрогитара, бас-гитара
- Timothy B. Schmit — бэк-вокал в «Missouri Loves Company», «Instant Amnesia», «Memphis In Your Mind», «Write One For Me»
- Victoria Shaw — бэк-вокал
- Sophie Sunseri — бэк-вокал

## Издания альбома
| Страна   | Дата          | Лейбл        | Формат         | Номер по каталогу |
| -------- | ------------- | ------------ | -------------- | ----------------- |
| США      | 24 марта 2003 | Koch Records | CD + DVD       | KOC-CD-8429       |
| США      | 24 марта 2003 | Koch Records | Делюкс-издание | KOC-CD-9533       |
| Германия | 24 марта 2003 | Koch Records | CD + DVD       | 0147142KOC        |